# Xerophaeus
Genre
Xerophaeus est un genre d'araignées aranéomorphes de la famille des Gnaphosidae.

## Distribution
Les espèces de ce genre se rencontrent en Afrique subsaharienne et au Yémen.

## Liste des espèces
Selon World Spider Catalog (version 26, 22/02/2025) :
- Xerophaeus ahenus Purcell, 1908
- Xerophaeus anthropoides Hewitt, 1916
- Xerophaeus appendiculatus Purcell, 1907
- Xerophaeus aridus Purcell, 1907
- Xerophaeus aurariarum Purcell, 1907
- Xerophaeus bicavus Tucker, 1923
- Xerophaeus biplagiatus Tullgren, 1910
- Xerophaeus capensis Purcell, 1907
- Xerophaeus communis Purcell, 1907
- Xerophaeus coruscus (L. Koch, 1875)
- Xerophaeus crusculus Tucker, 1923
- Xerophaeus crustosus Purcell, 1907
- Xerophaeus druryi Tucker, 1923
- Xerophaeus espoir Platnick, 1981
- Xerophaeus exiguus Purcell, 1907
- Xerophaeus flammeus Tucker, 1923
- Xerophaeus flavescens Purcell, 1907
- Xerophaeus hottentottus Purcell, 1908
- Xerophaeus kiwuensis Strand, 1913
- Xerophaeus lightfooti Purcell, 1907
- Xerophaeus longispina Purcell, 1908
- Xerophaeus lunulifer Purcell, 1907
- Xerophaeus maritimus Lawrence, 1938
- Xerophaeus matroosbergensis Tucker, 1923
- Xerophaeus occiduus Tucker, 1923
- Xerophaeus oceanicus Schmidt & Jocqué, 1983
- Xerophaeus pallidus Tucker, 1923
- Xerophaeus patricki Purcell, 1907
- Xerophaeus perversus Purcell, 1923
- Xerophaeus phaseolus Tucker, 1923
- Xerophaeus robustus Lawrence, 1936
- Xerophaeus rostratus Purcell, 1907
- Xerophaeus ruandanus Strand, 1913
- Xerophaeus rubeus Tucker, 1923
- Xerophaeus silvaticus Tucker, 1923
- Xerophaeus spiralifer Purcell, 1907
- Xerophaeus spoliator Purcell, 1907
- Xerophaeus tenebrosus Tucker, 1923
- Xerophaeus thomasi (Caporiacco, 1949)
- Xerophaeus vickermani Tucker, 1923

## Systématique et taxinomie
Ce genre a été décrit par Purcell en 1907 dans les Drassidae.

## Publication originale
- Purcell, 1907 : « New South African spiders of the family Drassidae in the collection of the South African Museum. » Annals and Magazine of Natural History, sér. 7, vol. 20, p. 297-336 (texte intégral).